# Jean Claude Fung Ching Chen
Jean-Claude Fung-Ching Chen (1951-2003) est un célèbre cuisinier chinois de Paris.

## Biographie
Jean-Claude Fung-Ching Chen est né à Wenzhou (province du Zhejiang) en 1951. Il est élevé dans une famille nombreuse de neuf enfants où il était chargé de faire la cuisine. Il grandit d'abord à Shanghai, mais en 1966 la révolution culturelle l'amène à Hong Kong où il perfectionne son art avec les plus grands maîtres chinois.
En 1972, attiré par la devise française "Liberté, Égalité, Fraternité", il choisit d'aller s'établir en France. 
Jean-Claude Fung-Ching Chen fut un grand chef, et son restaurant du 15e arrondissement de Paris primé par le guide Michelin d'une étoile, fut le seul chinois de France dans ce cas. Ce restaurant créé en 1993 est connu pour son fameux canard pékinois servi en 3 temps, les cuisses de grenouilles au gingembre ou encore les raviolis pékinois.
Il est mort en avril 2003.